# KkStB-Tenderreihe 53
Die kkStB-Tenderreihe 53 war eine Schlepptenderreihe der kkStB, deren Tender ursprünglich von der Österreichischen Nordwestbahn (ÖNWB) stammten.
Die ÖNWB beschaffte diese Tender für ihre Lokomotiven der Reihe XVIII und XIX in den Jahren 1904 und 1905.
Sie wurden von der Lokomotivfabrik der StEG geliefert.
Nach der Verstaatlichung der ÖNWB reihte die kkStB diese Tender als Reihe 53 ein und kuppelte sie weiterhin nur mit den angestammten Lokomotiven der ehemaligen Nordwestbahn.